# Dirk Hendrikx
Dirk Hendrikx (Hamont, 26 juni 1965) is een Belgisch acteur, theatermaker, plastisch kunstenaar en Corporeal Mime artiest. 

## Biografie
Hij studeerde aan het instituut voor Vorming voor Mimisch Theater, onder Lukas Vandenabeele in Gent, maar vertrok al snel naar Parijs om zijn studies verder te zetten aan l'École de Mime Corporel Dramatique de Paris onder leiding van Etienne Decroux. 
In 1987 vervolgde hij zijn opleiding bij Theatre de l'Ange Fou onder leiding van Steve Wasson en Corinne Soum - de twee laatste assistenten van Entienne Decroux. Daar ontmoette hij M.A. Stokes - een jonge dichter van The King's School (Canterbury), Robert Bennett, Ulricke Koennecke en Guillaume Panneau. Deze groep deelden dezelfde interesse in het werk van kunstenaars zoals Edward Gordon Graig en Tadeusz Kantor. 

### Theater Company Maquette
In 1989 vertrok Hendrikx naar Sandwich, Kent waar hij samen met M.A.Stokes,  Robert Bennett, Ulrike Koennecke and Guillaume Panneau Theater Company Maquette oprichtten. Ze huurden er een boogschuur, die als atelier, studio en verblijf ingericht werd, waar ze in december 1989 Cartels Primitifs'  en 'Cylindre Non-Ligné opvoerden voor familie en vrienden.
Na een residentie in De Fabriek in Eindhoven, volgde de uitvoering van Lily of Quex (A Masque), een theatervoorstelling gebaseerd op de poëzie van M.A. Stokes, gecombineerd met een dubbelprojectie van de film 'Lily of Quex'' die eerder in Cumbria, Kent en het Powell-Cotton Museum in Birchington opgenomen was.
In 1993 begon Maquette aan de theatervoorstelling "Dead Lead (forget me) Nod" die later dat jaar in GC De Kriekelaar opgevoerd werd.

### aXiXa
Na het uiteenvallen van Maquette in 1999 en de scheiding van zijn partner vertrok Hendrikx naar Zuid-Amerika waar hij samen met Jan Bultheel het Achuar Volk in Ecuador bezochten. Tijdens deze reis filmde Jan Bultheel Irair. een experimenteel reisverhaal met Hendrikx in de hoofdrol.
Terug in Brussel ging Hendrikx verder onder de naam Maquette X.XX. Hij werkte er met verschillende artiesten uit diverse disciplines, en deed een performance in het S.M.A.K ter gelegenheid van haar heropening.
Eind 2000 kreeg  Hendrikx van de uitbater van b-space.be de kans om er elke maand een nieuwe performance te geven, onthullingen genaamd. Iedere maand onthulde Hendrikx een nieuwe film in een nieuwe performance en een nieuwe wandelstok. De povere opkomst voor de eerste voorstellingen werden al snel evenementen met tientallen toeschouwers. Maquette X.XX speelde gedurende 10 maanden de volgende stukken:
- Shaman Me - 08/2000
- A Couteaux tires me - 09/2000
- Dimi Dium me - 10/2000
- Take Me in- 11/2000
- A'nima Me - 12/2000
- Frame Me - 01/2001
- Djinn Me - 02/2001
- Bull Me - 02/2001
- Adam Adem Me - 03/2001
- In Me 04/2001

Deze serie werd gepresenteerd onder de naam 'Shame on Me" gedurende het KunstenfestivalDesArts van 2001 in de vorm van The Womb - een bolvormig éénpersoonsbioscoop waarin de films op verzoek geprojecteerd werden.
Terwijl Shame on me  op een tentoonstelling in Winterslag stond, werkte aXiXa aan Jabberwocky - The Hunting of the Snark, een corporele studie die uitmondde in Bootsrecht een voorstelling die gepresenteerd werd op het festival  Zomer van Antwerpen.
In 2004 startte Hendrikx aan een spamenwerking met Praga Khan voor hun jbileumtour The Next dimension.

### Drift
In 2005 en 2006 werkte Hendrikx samen met Benny Vandendriessche aan een project gebaseerd op de choreografie en artistiek materiaal van Hendrikx.Ze vinden geld om het scenario te ontwikkelen en vertrekken naar de Verenigde Staten van America om er in de woestijn proefopnamen te maken. In Tom Schoepen, de jongste zoon van Bobbejaan Schoepen vond het duo de middelen om de film Drift  te maken, met in de hoofdrollen Dirk Hendrikx en Lieve Meeussen. De film won prijzen op het Busan International Film Festival en de filmfestivals van Gent, Praag, Vilnius, Leeuwarden en San Francisco.

### Aard
Dirk Hendrikx begon  in 2014 te werken onder de identiteit Aard. Deze keuze resoneert beter me zijn sterke connectie met de aarde, en verwijst ook naar de aard - het wezen - van een persoon. De naam omvat de fataliteit en de schoonheid van het leven. Aan de andere kant van het spectrum bevindt zich Zund (  zoals in "Het is zund dat hij er bij was"), de CeremonieMeester, de Rede, het Geweten, de Verbinding naar de Wereld. Zund observeert en becommentarieert, maar interageert slechts zelden.

### KunstenFestivalDesAards
In 2014 diende Hendrikx een nieuwe applicatie in bij het KunstenFestivalDesArts maar deze werd niet weerhouden. Teleurgesteld maar ook beledigd en boos stampte Hendrikx het KunstenfestivalDesAards uit de grond. Getdurende 3 weken  werd de Antoine Dansaertstraat in Brussel het speelterrein van Hendrikx en zijn ploeg. Muziekoptredens, inpromptu performances in etalages, voordrachten en tentoonstellingen - telkens gecureerd door Hendrikx - verrasten de  toevallige passanten en bezoekers van de perticiperende winkels, cafés en restaurants. Er was zelfs een KunstenFestivalDesAards pop-up shop waarin t-shirts, spelletjes, juwelen, objecten en grafische werken van en over Aard te koop werden aangeboden.
- Virtual International Authority File: 581150323704309970377